# Loxostege phaenolis
Loxostege phaenolis là một loài bướm đêm trong họ Crambidae.